# Martin Heidegger et le Sacré
Pour des articles plus généraux, voir Martin Heidegger et La philosophie de Martin Heidegger.
« La question du Sacré, das Heilige en allemand, conduit au centre de la pensée de Heidegger » selon  l' avant-propos de l'œuvre monumentale qu'Émilio Brito a consacré à ce sujet. Devant les nombreuses  occurrences de ce concept dans toute son œuvre, Heidegger se garde de définir conceptuellement le contenu du « Sacré ». Véritable pôle de sa pensée , Jean Greisch parle à propos de ce concept, de « chemins et d'acheminement » de sa pensée vers le Sacré.
Il y a chez Heidegger un « sacré » classique lié au divin à quoi succédera un sacré « dé-divinisé » que la fréquentation de Hölderlin amplifiera. L'importance de la théologie, première forme de Sacré  dans la pensée de Martin Heidegger transparaît dans cet aveu du penseur lui-même :« qui pourrait méconnaître que tout ce chemin s'accompagna silencieusement d'une explication avec le christianisme? » cité par Didier Franck. Les questions relatives à la théologie et au « Sacré » accompagnèrent Heidegger tout au long de son parcours, marqué par le rejet de la théologie dogmatique de son enfance et le souci de préserver l'indépendance de la pensée philosophique. Après la lecture d'Hölderlin, et un passage rapide par le panthéon grec, le « sacré » s'épanouira dans des formules mystiques, résolument athées, l'éloignant du Dieu vivant de sa jeunesse.

## Les différents chemins du Sacré heideggérien
La vision heideggérienne s'oppose à toute idée de « sacralité » comme attribut d'un domaine particulier de l'étant, de la religion par exemple, du seul fait d'une dimension qui serait séparée, éloignée, et préservée.  
En voici les différentes voies d'accès tout au long de son œuvre.
- Appartiennent au domaine du sacré les efforts du premier Heidegger (jusqu'à Être et Temps), qui parti d'une critique de la théologie officielle de l'Église se demnande selon Hans-Georg Gadamer[5]« comment une interprétation adéquate de la foi chrétienne pourrait être encore possible ? », autrement dit comment rendre compte d'une foi en un Dieu vivant débarrassé de tous les oripeaux du dogme ? Après une brève période d'indifférence religieuse autour de la publication d' Être et Temps, le second Heidegger, au milieu des années 1930 avec la rencontre du poète Hölderlin,  tente de ré-réinstaller la question du divin, dans l'ensemble de la question de l'Être.
- « Le Sacré , das Heilige peut être défini comme trace de la divinité, pour autant que le sacré nous conduit à la divinité ou à la trace laissée par la divinité », écrit Michel Dion[6]
- « Le sacré surgit lorsque l'invisible manifeste dans le sensible, un accès , une participation possible »[7].
- Avec Hölderlin le Sacré de l'« absence des dieux » : « en renonçant à appeler les dieux antiques ( ce qui est encore une manière de les reconnaître) le poète (Hölderlin) inaugure une sensibilité fondamentale nouvelle la -tristesse sacrée- [...] Sacré veut dire ici, gratuit, d'une gratuité qui transcende l'ordre de l'utile et de l'inutile » écrit jean Greisch[8].
- Le Sacré prendra chez Heidegger de plus en plus une valeur « épiphanique » écrit Massimo Cacciari[4].
- C'est aussi au sens du « Sauf » et de l'« Indemne », compris activement comme ce qui « rend entier », que Heidegger parle du sacré et que le dieu peut être abordé relève François Fédier[9].
- PLus généralement au côté du poète Hölderlin : « C'est l'attribut des vents, des chevaux, des hommes, des villes (»Ilion sacrée»), mais aussi des choses, saisies à leur « acmé », à l'instant culminant de leur puissance en ce sens « heilig » s'oppose  à toute idée de sacralité (sacer: ce qui est séparé, éloigné, et préservé justement du fait qu'il est séparé: arkeo, arcanum) [...] Le vin est « heilig » (il ravive, réveille); heilig, le prêtre du dieu du vin, de Dionysos; heilige, les «vases» dans lesquels le vin de la vie est recueilli, autrement dit les poètes; heilig, la Lebenslust, la joie que le vin ainsi recueilli donne dans le chant, et qui «retient» de mourir et soigne (heilen!) de la nostalgie de la mort [...] heilig a une valeur épiphanique »[4].
- C'est aussi le monde découvert par la « tonalité fondamentale » qu'Hölderlin qualifie de « sacré » qui désigne l'entier de la Nature et « ce qui désintéressé et pur, repose sur son propre fondement »[10].  La tonalité est tout entière sacrée dans la mesure où elle assure l'accord de type « musical » entre l'homme et le monde.

## Les manifestations du Sacré

### Espace sacré
Pour Heidegger, l'« œuvre d'art » n'est pas une simple représentation mais la manifestation de la « vérité » profonde d'une chose : « ainsi du temple grec qui met en place un monde et révèle une « terre », le matériau qui la constitue, un lieu où elle s'impose (la colline pour le temple), ainsi que le fondement secret, voilé et oublié de toute chose » Dans l'évocation du temple grec qui suit, le mot « sacré » est utilisé deux fois : « Un bâtiment, un temple grec, n'est à l'image de rien. Il est là simplement, debout dans l'entraille de la vallée. Il renferme en l'entourant la statue du Dieu et c'est dans cette retraite qu'à travers le péristyle il laisse sa présence s'étendre à tout  l'enclos « sacré ». Par le temple, le Dieu peut être présent dans le temple. Cette présence du Dieu est, en elle-même, le déploiement et la délimitation de l'enceinte en tant que « sacrée ». Le temple et son enceinte ne se perdent pas dans l'indéfini. C'est précisément l'œuvre-temple qui dispose et ramène autour d'elle l'unité des voies et des rapports, dans lesquels naissance et mort, malheur et prospérité, victoire et défaite, endurance et ruine donnent à l'être humain la figure de sa destinée ».

### Temps sacré
« Le temps kaïrologique »,c'est le temps du choix dit Michel Haar « c'est l'occasion, le moment propice ou  non, l'occasion qui passe, mais cette occasion que la vieille sagesse grecque enseignait à reconnaître selon sa puissance ou encore à « saisir par les cheveux » et Aristote à savoir discerner grâce à la vertu de prudence, la phronêsis  ». « Le καιρός est le temps qui ne peut être rempli que par moi » écrit Pierre Destrée. Le kairos n'appartient pas à la temporalité ordinaire, chronologique où tous les instants se valent; s'il ressemble à un événement historique en ce qu'il n'est pas répétable il n'en a cependant pas l'objectivité. Si saisir l'opportunité c'est aussi se lier à une extériorité où la recherche du temps propre au Dasein  est absente, Heidegger détermine cependant deux cas au moins où le « kairologique » peut donner lieu à une temporalité propre : la relation à la Parousie et dans la « vie facticielle », la « Résolution anticipante ». En cela « le kairos ( heidegérien) se rapproche davantage de l’ heure paulinienne que du moment opportun des stoïciens »,

### Poésie sacrée
Les poètes qui prennent sur eux le risque d'expérimenter l'absence de Dieu [...]sont en chemin vers la trace du « Sacré ». Le précurseur de ces poètes est Hölderlin, lui-même poète en un temps indigent note Beda Allemann.
Heidegger consacrera, à partir des années 1930 et jusqu’à la fin de sa vie, de nombreuses études à la poésie et notamment à celle de Hölderlin, avec lequel il entreprend un véritable dialogue au sommet. Comme l'écrit Christian Dubois, « on ne saurait exagérer l'importance du poète pour le penseur[...].Le penseur dit l'être ; le poète nomme le sacré ». « Hölderlin est bien, par excellence le poète du sacré. Non certes parce que ses poésies contiennent les noms des dieux mais parce qu'il fait l'expérience de l'absence de Dieu ».
Le penseur va tenter de définir le « lieu métaphysique », par où parle ce qui pourrait être une langue commune, la langue de l'« Être », du penseur et du poète, dans laquelle la poésie et la parole trouverait leur source. Ainsi, dans l'interprétation heideggerienne, le poème : La Germanie  (voir Les Hymnes de Hölderlin : La Germanie et le Rhin), est tout entier « tendu vers l'origine, ce poème laisse pressentir le commencement ».
Chez Hölderlin, les signes des dieux ne sont ni des signaux, ni des significations tout au plus des manques, « le manquement devient l'espace du sacré », les noms sacrés, les dieux peuvent faire défaut, c'est leur manquement qui est au fond de l'expérience poètique. C'est de cette privation que le poète témoigne. Pour Heidegger qui sur-investit sur ce thème, le manquement, qui n'est pas une  simple absence est déjà l'annonce du « sacré » car ce manque n'est pas rien, il est du Dieu lui-même, « lui appartenant en propre ».

### L'Être-accordé
« L'homme ne déploie son essence qu'en tant qu'il est « revendiqué » par l'Être » écrit déjà Heidegger dans sa Lettre sur l'humanisme. le Dasein est toujours accordé, par définition, à une tonalité qui le traverse de part en part [...] donnant à entendre la voix de l'être et donnant le ton à une manière d'être« Parmi toutes les manières humaines de s'accorder au diapason du monde, Heidegger s'attache à distinguer des tonalités de fond, comme par exemple la joie, l'ennui, l'angoisse, l'étonnement, l'effroi, ou la retenue [...] ces tonalité nous permettent d'être accordés de fond en comble ». Ce sont les tonalités qui sont la manifestation la plus élémentaire de l'« être-accordé ». La tonalité de type musical , qui accorde l'homme et le monde est dite « sacrée ».

## La foi en un Dieu vivant

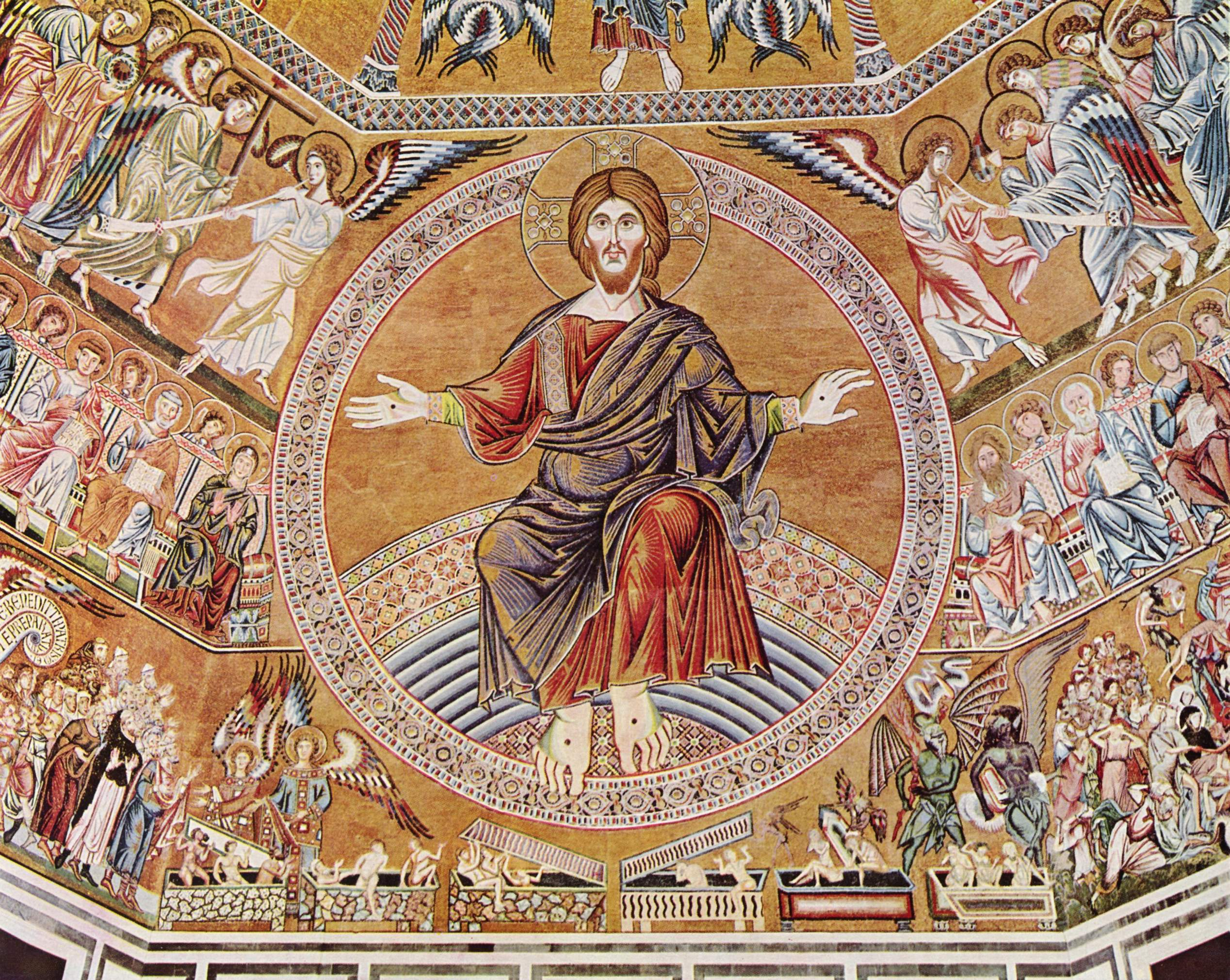
Christ en gloire, mosaïque du baptistère Saint-Jean (Florence), XIIIe siècle.

Encore imprégné de christianisme, le premier Heidegger va attacher une importance particulière au thème de la « foi » en un Dieu personnel et vivant. Conformément à ce qui lui importe, la foi est moins allégeance à une vérité objective quant à l'existence ou l'être de Dieu « qu'une modalité pleine et entière de l'exister humain ».
La foi, en tant qu'elle est octroyée., et non un acte de volonté, est pour lui ce lien personnel avec la divinité correspondant à la manifestation de l'invisible dans le visible, à quoi on reconnaît une forme du  sacré. Pour Heidegger, afin de comprendre ce lien il ne suffit pas de se retrancher derrière la notion de « foi », au sens d'une croyance qui en tant que telle n'a besoin d'aucune justification  mais de s'interroger sur l'impact de cette foi sur l'« être-devenu » du croyant, par l"analyse phénoménologique de  son  « être-autre » après l'impact de la conversion.

### Le vécu religieux
Dans plusieurs cours des années 1920,  regroupés sour l'intitulé  Phénoménologie de la vie religieuse (Phänomenologie des religiösen lebens), Heidegger délaisse l'histoire des dogmes et des mythes pour explorer le comportement du croyant. Il prend pour base le « primo chrétien », antérieur à la consolidation des dogmes, celui qui a été à l'écoute de l'apôtre Paul, le destinataire des épîtres. Comme le remarque Jean Greisch les cours d'Heidegger insistent sur la différence entre les constructions théologiques rationnelles de la dogmatique et la religiosité vécue. La foi en un Dieu vivant des tout premiers chrétiens, sera ainsi la première manifestation de son intérêt philosophique  pour le « Sacré ». Il y est d'autant plus poussé qu'il pense trouver dans l'attitude des premiers chrétiens, pour ses recherches phénoménologiques, la possibilité d'une exploration d'une situation facticielle singulière et faire de celle-ci un élément paradigmatique pour la « vie facticielle » en général.
La Proclamation de la foi en Jésus par ses disciples, n'est pas une proposition démontrable, elle est un pur phénomène religieux. Il ne s'agit donc pas de savoir ce qu'est Dieu, mais ce que nous vivons dans l'expérience que nous faisons de ce Dieu, ce que nous sentons dans l'expérience que nous faisons du « sacré ». Le phénomène de la foi va prendre une toute nouvelle détermination phénoménologique, il ne s'agit plus pour le chrétien, d'une simple représentation du divin mais de l'irrévocable décision de « se tenir devant Dieu ». Sophie-Jan Arrien met l'accent sur l'« effectuation » ou « accomplissement », c'est le moment de la conversion, c'est-à-dire que ce qui est crucial c'est le « se-retourner » qui signe l'entrée dans une « vie nouvelle » et qui n'est pas à comprendre comme un souvenir mais qui est à chaque fois à « recommencer » à « effectuer ». « [le moment de la conversion] ne s'actualise véritablement et ne déploie toute son envergure que dans son effectuation, qui elle-même s'appuie sur un savoir pratique du « comment se comporter dans la foi ». Heidegger décrit ainsi le fait d'avoir la foi, non comme un  tenir pour vrai,  mais comme une structure d'effectuation ». .

### L'être-devenu
L'« être-devenu » chrétien, qui est aussi un « être-partagé » (la communauté chrétienne), ne consiste pas à se souvenir du jour où le croyant  a reçu l'Evangile mais -a- un savoir pratique du « comment se comporter devant Dieu ». Il y a chez Heidegger l'idée « que la religiosité chrétienne originaire repose sur l'expérience facticielle de la vie chrétienne, mieux qu'elle -est-  cette expérience ».
Quels sont les traits de cet « être-devenu » ?, Heidegger distingue quatre moments :
1-L’« être-devenu » est un effet de l'accueil de la Parole. Sophie-Jan Arrien note « ce qui caractérise la situation du croyant est le fait « d'être devenu » chrétien et le savoir qu'il a de cette transformation [...] une annonce qui a transformé sa vie [...] l'être-devenu participe toujours de l'expérience présente ». 
2-Ce qui est reçu comme don de Dieu à travers la Parole, c'est une façon de se comporter, de se détourner des idoles pour se tourner vers Dieu selon l'attente et selon la marche vers Dieu.
3-L'accueil consiste à se placer résolument dans la détresse de la vie en se détournant de tous types de sécurités,
4-L'accueil est en lui-même un marcher devant Dieu.

### Une nouvelle conception de la Parousie
« Avec l'expérience chrétienne, intervient une nouvelle conception de l'« eschatologie » qui s'écarte des eschatologies babylonienne, persane ou juive au sens où la relation chrétienne à l'eschatologie (la venue en présence du Christ), n'est pas l'attente d'un événement futur mais l'éveil à l'imminence de cette venue ». Heidegger accentue cette spécificité. Si bien que le rapport à la Parousie n'est pas être « en attente de.. ». mais être présentement en éveil, ce qui traduit la transformation de l'attente en un rapport d'accomplissement avec Dieu, selon le vocabulaire herméneutique de la « vie facticielle » mis à jour par Jean Greisch.
La structure de l'espérance chrétienne, diffère radicalement de toute attente écrit Michel Haar. Il s'agit d'un savoir aléatoire « quand au temps et au moment » auquel Paul dans (1 Th 5:1) renvoie les croyants, qui n'est pas de l'ordre d'une connaissance, mais donne déjà une réponse sur la façon de vivre.. Pour la vie chrétienne, il ne peut pas y avoir de recherche de sécurité. La mise en relief de la nécessité de la vigilance en regard de la parousia permet de faire ressortir la « détermination essentielle du « souci » dans la facticité chrétienne », Heidegger en l'ontologisant , étendra ce trait à toute « vie facticielle », religieuse ou non, avec la mise à jour de l'essentielle « finitude » qui définit l'« être humain » .
« Comprendre notre temps demande à faire le deuil de la métaphysique et par conséquent quel que soit notre sentiment religieux, de faire l'épreuve du « défaut de dieu » de la Gottlosigkeit, du retrait du divin de la fuite des dieux, de l'abandonnement de Dieu ».

## Le Sacré au cœur de la question de l'Être
« L'homme en tant qu'homme habite dans la maison de l'Être et par là dans la proximité du Sacré [...] La question du Sacré conduit au centre de la pensée d'Heidegger et constitue le centre de l'essentiel, du «Quadriparti »  (Terre, Ciel, Dieu , Homme). Ce centre est ce qu'Heidegger appelle Das Heilige ou ce qu'il appelle aussi à la suite d'Hölderlin le Chaos, C'est à partir de cette idée de Chaos comme « ouverture », et sur la base de son interprétation de l'essence de la vérité que Heidegger comprend le Sacré »-écrit Eric Gaziaux.
« Heidegger fait réapparaître le dieu, non pas à une place secondaire, mais au cœur du déploiement essentiel de l’être lui-même, puisque celui qu’il nomme le « dernier dieu » (der letzte Gott), le « dieu à venir » (der kommende Gott), est décrit comme la sixième figuration de la structure de l’être comme « événement appropriant » (Ereignis) ».
Beda Allemann rappelle ce  texte tiré de la Lettre sur l'humanisme : « Le sacré, qui est seulement l'espace de l'essence de la déité qui, à son tour, ne fait seulement que garantir la dimension pour les dieux et le Dieu ». Reprenant cette topologie Jean Greisch rappelle cette autre phrase d'Heidegger « Ce n'est qu'à partir de la vérité de l'être que se laisse penser l'essence du sacré. Ce n'est qu'à partir de l'essence du sacré que se laisse penser l'essence de la déité. Ce n'est qu'à la lumière de la déité que peut être nommé et pensé ce que le mot dieu doit nommer »-.

### Le contexte
« Le monde moderne est, entre autres, caractérisé par une « dé-divinisation » (dont le christianisme serait principalement responsable), qui consiste non seulement à mettre les dieux existants de côté, mais à annuler le divin lui-même. Les dieux se sont enfuis, dit Heidegger. Les dieux s'étant enfuis (et nous
avons renoncé à tenter de les retrouver), il nous reste l'expérience de se soucier d'un « Dieu à venir » (nouvelle venue de Dieu), de demeurer disponible dans l'attente du divin ».

### Des dieux évanescents
C'est aussi dans la Lettre sur l'humanisme, que Heidegger parle pour la première fois de « dieux » qui se refusent, de dieux enfuis, de dieux furtifs que l'on retrouvera dans les Beiträge zur Philosophie (Vom Ereignis) lors de leur publication. Sous l'influence d'Hölderlin  le sacré heideggérien perd toute référence religieuse. On y voit s'exprimer trois approches du sacré :
- 1/-Un sacré déchristianisé avec des  dieux d'apparence grecque qui passent et s'éloignent, repérables à leurs traces dans un schéma où il n'est plus question pour l'homme de salut individuel mais de manque et d'espérance.
- 2/-Un sacré métaphysique où le divin comme partenaire du quadriparti  joue avec la terre le ciel et les mortels, un rôle majeur dans la manifestation de l'Être et l'Ereignis.
- 3/-Le sacré de la « Tonalité fondamentale » qui accorde l'homme et le monde

Sur l' identité du divin, Heidegger tient un discours relativement flou. Tantôt il déplore l'absence de Dieu, tantôt il parle de « dieux enfuis ». L'évocation du singulier et du pluriel ne serait pas contradictoire car selon Heidegger (p. 437): « parler des « dieux » ne veut pas dire [...] une multitude par opposition à un seul, mais cela désigne l’indécision concernant l’être des dieux, le fait de ne pas savoir s’il s’agit de l’être d’Un seul ou de Plusieurs »
Heidegger fait réapparaître le dieu, non pas à une place secondaire, mais au cœur du déploiement essentiel de l’être lui-même, puisque celui qu’il nomme le « dernier dieu » (der letzte Gott), le « dieu à venir » (der kommende Gott), est décrit comme la sixième figuration de la structure de l’être comme
« événement appropriant » (Ereignis). D'autre part dans cette même page Heidegger dénie explicitement l'être aux dieux, en fait comme le remarque Sylvaine Gourdain
« le dieu n’est ni étant, ni non-étant, mais on ne peut pas non plus l’assimiler à l’être ». Sylvaine Gourdain rajoute à ces difficultés, les problèmes découlant de la multiplicité des termes utilisés faisant référence à la notion de « divin » : das Göttliche, die Gottheit, die Göttlichkeit, etc.présentent beaucoup  de difficultés pour leur transposition en français. Ce dieu n'étant plus, ni celui de la théologie dogmatique, ni celui de la « Causa sui » de la Métaphysique, on doit s’interroger sur son mode de présence et son rôle dans la constellation quadripartite au sein de la structure mouvementée de l’ Ereignis ,. Finalement le dieu de Heidegger « n’est pas un dieu qui se révèle, mais qui révèle quelque chose d’extérieur à lui qui doit être révélé, l’ Être ».

#### Le deuil sacré
Heidegger avec Hölderlin pointe le désarroi d'un monde déserté des anciens dieux. Heidegger s'interroge sur la « tonalité fondamentale » qui lui correspond. En tant qu' être-au-monde le Dasein est toujours accordé, par définition, à une tonalité qui le traverse de part en part [...] donnant à entendre la voix de l'être et donnant le ton à une manière d'être,. La « fuite des dieux » n'efface pas le fait qu'ils ont été et conservent ainsi une espèce de présence dans nos cœurs. Lorsqu'un être aimé s'en est allé alors il reste l'amour  Mais il nous faut renoncer à les invoquer pour rester ouvert à l'attente d'un nouveau divin. Hölderlin assimile, sacré, et « désintéressé ». Ce caractère n'est pas seulement l'oubli de l'avantage personnel mais aussi l'oubli de l'intérêt commun. C'est ce désintérêt bien compris, conduit au-delà de la notion d'utile et d'inutile, qui sera qualifié de « sacré »
Heidegger , reprend à Hölderlin l'expression de « deuil sacré » pour qualifier cette «tonalité fondamentale ». Le deuil c'est le renoncement à invoquer les anciens dieux mais non en raison de leur effacement mais par respect pour ce qu'ils ont été. Le « deuil sacré » n'est pas un attachement nostalgique ni une errance sans fin et sans espoir.
« La tonalité du deuil est tout entière « sacrée » comme l'accord musical qu'elle détermine entre l'homme et le monde » écrit Jean-François Mattéi.

#### L'indemne
Michel Dion écrit dans sa recension du livre d'Emilio Brito : « Le sacré est défini comme trace de la divinité, pour autant que le sacré nous conduit à la divinité ou à la trace laissée par la divinité (p. 85-87, 244, 333-334, 439 du livre d'Emilio Brito). Les divins sont les messagers de la divinité (p. 153, 316). La divinité (en tant qu'il nomme le divin en général, en tant qu'il est l'être du Dieu ou des dieux) se cache dans le sacré (p. 93, 97, 247, 316, 439). Pour nommer notre Dieu, il faut donc d'abord éclaircir la nature de la divinité (p. 135). Le sacré est l'espace essentiel de la divinité (p. 133-134, 378). Nous ne pouvons penser l'essence du sacré qu'à partir de la vérité de l'être, et nous ne pouvons penser l'essence de la divinité qu'à partir de l'essence du sacré. Ce n'est qu'à la lumière de l'essence de la divinité que nous pouvons dire le mot « Dieu » (p. 379, 734). Le sacré est la vérité de l'être (p. 302). L'être est ce qui fait advenir autant les dieux que les êtres humains. Humains et dieux utilisent l'être afin de s'appartenir eux-mêmes » .
Par ailleurs, « le penseur découvre auprès du poète Hölderlin, l'Être d'une nouvelle façon : comme le domaine de l'« Indemne » qui ne se donne qu'en se soustrayant, le clair qui laisse tout avancer en son paraître et rayonner, qui accorde l'Ouvert à l'intérieur duquel immortels et mortels, ainsi que toutes choses peuvent se rencontrer [...] la proximité ne demeure que si elle s'éloigne sans cesse en elle-même. La « sauvegarde » est le cœur de la vérité de l'être et le sens du sacré. La présence qui demeure c'est la présence qui se retire qui retourne en elle-même pour préserver sa venue »écrit Emilio Brito.
« L'expérience pensante de l'oubli de l'être fait partie du même destin que l'expérience poétique de la clôture de la dimension du « sacré » [...] Ce n'est pas seulement le « sacré » comme trace vers la déité qui reste caché, mais la trace vers le sacré elle-même, qui semble effacée. Puissent seulement quelques mortels voir l'absence d'« heur » nous menacer en tant qu'absence d'heur. Ceux-ci devraient reconnaître le véritable péril qui est celui de l'oubli de l'être. Un tel péril ne peut être conjuré par le retrait vers des régions moins menacées. Le salut doit surgir de l'abîme même qu'est le péril »

#### Le dernier dieu
La dimension du « Sacré », que seule permet d'approcher la vérité de l'être, est évoquée pour traiter des dieux  sous la thématique du « dernier dieu »,.
« Le « dernier dieu », une présence fugace à l’horizon de l’être » écrit Sylvaine Gourdain. 
Cet auteur, dans une autre contribution, tire de sa lecture d'un (§) de la (p. 416) :« le dernier dieu incarne la positivité la plus grande du « retrait » : il est le « commencement » qui se dérobe toujours, et en cela même, il indique la possibilité d'une « ouverture » au-delà du contexte étroit et étriqué de l'époque de l'illusoire gigantesque [...] il ne se range pas dans les cadres du mode de dévoilement à l'époque de la « Machenschaft » [...]. Le dernier dieu renvoyant à l'infinité des possibilités [...] montre que la vérité de l'être est « ouverture » si radicale au possible qu'elle en devient quelque chose d'« impossible », pour reprendre le terme de Derrida  [...] elle n'advient, qu'en créant elle-même sa possibilité ».
Les commentateurs des Beitrage insistent différemment, soit sur la fugacité du passage, sous le signe de la « passée », soit sous le signe apparemment plus classique du phénomène de l'« attente » du dieu à venir, de l'éternel « à venir ». « L’attente du dieu se double de celle de l’ Être, qui doit attendre que l’homme soit prêt à effectuer le « saut » dans la vérité pour pouvoir la fonder ». Il faut souligner le caractère fondamental de ce thème du « dernier dieu » qui s'inscrit dans l'histoire de la pensée heideggérienne comme une sorte de « théologie secrète du Dieu caché », l’ambiguïté de cette figure du « dernier dieu » qui ne dit rien quant à son essence, contrairement à celle de Nietzsche. Notons deux interprétations qui ont été avancées par deux interprètes français : celle de Gérard Guest, qui transpose l'expression de « dernier dieu » dans celle, tout aussi complexe de « la passée du dernier dieu » (Vorbeigang des letzen Gottes), « dernier dieu » qui ne fait référence à aucun des dieux connus et certainement pas, comme il est précisé, au Dieu chrétien, et l'interprétation de  Pascal David dans sa contribution « le Dieu en fin ; Le Dieu enfin », à comprendre moins dans le sens d'un dieu attendu que dans celui d'un dieu qui nous attend.

#### Les dieux enfuis
Heidegger a développé la théologie du « dernier dieu » à partir du thème de la fuite des anciens dieux, ((die entflohenen Götter), qu'il a puisé dans l'œuvre du  poète Hölderlin, dans une époque où la plainte sur l'« absence » ou le retrait des dieux, qui précède ou accompagne on ne sait, le retrait de l' Être, est devenue une plainte universelle, entraînant de ce fait une rupture d'équilibre dans la simplicité du « Quadriparti » et sans doute l'entrée du Monde en nihilisme. 
« C'est cette absence des dieux (enfuis) qui, au-delà de la mort nietzschéenne de Dieu, conduit à l'expérience du sacré. Si les dieux ne s'étaient pas enfuis, on n'aurait pu avoir accès à une telle expérience du sacré, car la présence ressentie de l'absence des dieux (enfuis) pourrait préparer l'avènement du divin ». L'homme doit expérimenter la détresse  et la nécessité de se laisser transformer « ceux-là sont ceux qui demeurent dans ce qui est, sans chercher à fuir le réel en imaginant un futur utopique, ni à raser le présent pour fonder un avenir tout autre Cela implique d'exister dans notre époque de « l'absence de détresse » pour ébranler de l'intérieur les apparences toujours superficielles, déstabiliser les certitudes établies ».
Sylvaine Gourdain en précise le processus « C’est seulement en séjournant dans la vérité de l’ Être que l’homme peut apercevoir le « sacré », qui peut alors engendrer le déploiement de la « déité », et celle-ci, lorsqu’elle est éclairée par la « lumière » de l’ Être, peut accueillir le dieu ».

### Le divin dans le quadriparti
On appelle « quadriparti » la constellation de puissances (Terre, Ciel , Divin et Mortels), mise à jour par Heidegger à l'écoute du poète Hölderlin, dans la conférence consacrée à L'Origine de l'œuvre d'art de 1935. L'irruption dans cette conférence, du concept de « Terre » en philosophie, concept qui résonnait avec une tonalité mythique et gnostique, y faisait selon Hans-Georg Gadamer, qui y assistait, sensation. Les dieux y apparaissent comme quatrième partenaire, sous l'appellation de sacré ou d'immortels.  Ils accompagnent les hommes, le ciel et la terre, dans une configuration « quadripartite » de l'être qui devient, à partir de ce moment, l'intuition fondamentale de Heidegger note Jean-François Mattéi.
Le « dernier dieu » joue un rôle fondamental. Sylvaine Gourdain, dans sa contribution, nous invite à aborder la notion de « dernier dieu » à travers le phénomène massif du Retrait de l'Être. « À l'époque actuelle de la Machenschaft, le retrait de l'Être signale d'abord l'inadéquation,  désappropiation de l'Être qui se refuse dans un contexte global où  l'étant n'est que sur le mode de la fonctionnalité, de l'utilité et de l'efficience »,.  Pour Sylvaine Gourdain, le dieu invité dans le « Quadriparti » confère de par « son entrée dans la maison de l'être, l'éclat qui lui manquait ». « Il s'agit non pas d'exhiber le désenchantement pour tomber dans un pessimisme noir mais de souligner qu'une transformation est possible à condition d'admettre l'oscillation originaire du sens sans le laisser s'aplanir et se tarir [...] L'Entzug , n'est pas seulement la conséquence tragique du manque d'être, mais il est aussi l'indice salutaire d'un autre possible ». 
Le « dernier dieu » va incarner la positivité la plus grande du retrait : il est le commencement qui se dérobe toujours, et en cela même, il indique la possibilité d'une « ouverture » au-delà du contexte étroit et étriqué de l'époque [...]. Dans un monde où « le seul impossible est l'idée même d'impossibilité. Le « dernier dieu » devient cet imperceptible dans l'Ereignis qui correspond à la perte de l'être, au nivellementet à l'appauvrissement complet du sens ne se montre, s'il se montre, que dans un éclair que Heidegger assimile à un « clignement d'œil » ou un instant (Augenblick). Face au désenchantement de l'époque, le « dernier dieu », renvoie à l'infinité des possibilités [...] à la richesse intarissable des possibilités de l' Ereignis, la mobilité inépuisable du sens, l'oscillation infinie des rapports entre l'homme et l'Être, la pluralité des mondes »note Sylvaine Gourdain.
Le qualificatif de « pensée ésotérique » à propos des Beitrage, qui font une large place au quadriparti a été avancé par plusieurs auteurs (Christian Sommer et les allemands Peter Trawny et Matthias Flatscher). Jusqu'à leur publication en 1989 , la situation des traités impubliés confortent cette idée d'une double nature de la pensée du philosophe : un enseignement public de cours et conférences qui correspondrait à l'exotérique et une partie retenue ou cachée les « traités impubliés » qui serait (l'Adyton selon l'expression de Peter Trawny), la partie cachée, le noyau de l'œuvre.
Dans quelque chose qui pourrait s'assimiler à une invocation, pour dire l'« Être », Heidegger, commence toujours par évoquer la « Terre » avant de l'accoupler au Ciel, puis il nomme ceux qui ont en partage la parole qui dit l'être : les Divins et les Mortels. La « chose » se manifeste en faisant venir un « Monde » à l’apparaître. Ce Monde est ce qui fonde l'être de la chose. « Le monde et les choses ne sont pas l'un à côté de l'autre, ils passent l'un à travers l'autre »,.
« L'« Ereignis » est un don, mais non pas un don dans lequel un étant donne un autre étant. Le don et le donné (au-delà de l'étant), c'est l'être. Mais le Es de Es-Gibt à savoir, le «II», donne et, en donnant, se manifeste en se cachant; il semble se trouver encore plus loin au delà de l'étant, et c'est pourquoi il est encore plus difficile de le nommer que l'être et son appropriation. «C'est peut-être, la tentative la plus délicate de nommer l'ineffable sans le blesser » écrit Emilio Brito.
« Dans la conférence, « la chose »,  le Geviert ou « Quadriparti »,  est proprement nommé pour dire comment la moindre chose (par exemple : une cruche),dans sa manière de mettre le monde en cause, laisse advenir le Geviert que constituent : Terre et ciel, les divins et les mortels »,. Pour André Préau dans les Essais et Conférences , l'essentiel est de comprendre que le quatuor du monde, est le déploiement du jeu du monde [...] dans lequel les quatre voix qui résonnent ou les quatre puissances : le ciel, la terre, l'homme, le dieu jouent de concert. Le « Quadriparti », Das Geviert ou « écartèlement de l'être » selon une autre expression de Jean-François Mattéi représente après la période du « Tournant », une constellation de puissances, étroitement liées et dépendantes les unes des autres, elle constitue l'ultime appellation de l'Être.

### La tonalité fondamentale
À travers le commentaire heideggérien du poème la Germanie, du poète Hölderlin, remarque Jean-François Mattéi,  « se dessine un véritable rejet de la relation métaphysique traditionnelle, celle du sujet et de l'objet qui verrait s'adjoindre après coup une synthèse au profit d'une tonalité originelle antérieure à la distinction du sujet et de l'objet ». Ce monde découvert par la tonalité fondamentale qu'Hölderlin qualifie de « sacré » désigne l'entier de la « Nature » et « ce qui désintéressé et pur, repose sur son propre fondement ». La Grundstimmung de la poésie d'Hölderlin, celle de la détresse, vise à nous « accorder » au lieu où la « totalité de l'étant » s'offre à une expérience nouvelle, écrit Émilio Brito. Cette Grundstimmung, originellement instaurée par le poète, est à l'origine de l'« ouverture » d'un monde et détermine à chaque fois la vérité du peuple.
Dans ce poème la Germanie, Heidegger peut approfondir et donner toute son extension à l'intuition du § 29 d' Être et Temps qui établit le rôle de la Stimmung et de l'« être-accordé » comme premier élément de constitution de l'exister humain. La tonalité est tout entière sacrée dans la mesure où elle assure l'accord de type « musical » entre l'homme et le monde. La « patrie » n'est pas simplement le sol natal ou le paysage familier mais la « puissance de la terre », sur laquelle l'homme habite en poète.
La Terre natale intervient, note Jean-François Mattéi, comme premier harmonique de la « tonalité fondamentale ». Ici Terre, Ciel Hommes et Divin vont pouvoir s'ordonner rigoureusement. Cette « patrie » n'est en rien le territoire de naissance mais un autre « lieu métaphysique » celui du possible survenant dans le réel pour y fonder une nouvelle signification et la terre une terre « seconde » que l'homme pourra habiter en poète.